# Misumenops quercinus
Misumenops quercinus är en spindelart som beskrevs av Schick 1965. Misumenops quercinus ingår i släktet Misumenops och familjen krabbspindlar. Inga underarter finns listade i Catalogue of Life.